# Wail
Wail ([wa.il] ) ist eine französische Gemeinde mit 253 Einwohnern (Stand: 1. Januar 2022) im Département Pas-de-Calais in der Region Hauts-de-France. Sie gehört zum Arrondissement Montreuil und zum Gemeindeverband Les 7 Vallées. Die Einwohner werden Walois und Waloises genannt.

## Geografie

Lage von Wail im Arrondissement Montreuil

Die Gemeinde Wail liegt zwischen Arras und dem Ärmelkanal in der historischen Provinz Artois, etwa acht Kilometer südöstlich von Hesdin.
Die angrenzenden Gemeinden sind Vieil-Hesdin im Westen und Norden, Willeman im Osten, Fillièvres im Südosten, Galametz im Süden sowie Quœux-Haut-Maînil und Vacqueriette-Erquières im Südwesten.
Durch das 915 Hektar umfassende Gemeindegebiet fließt der Küstenfluss Canche. Westlich des Dorfes erstreckt sich mit dem Bois du Forestel ein größeres Waldgebiet.

## Bevölkerungsentwicklung
| Jahr      | 1962 | 1968 | 1975 | 1982 | 1990 | 1999 | 2006 | 2014 | 2022 |
| --------- | ---- | ---- | ---- | ---- | ---- | ---- | ---- | ---- | ---- |
| Einwohner | 339  | 304  | 315  | 278  | 224  | 265  | 252  | 259  | 253  |

Im Gründungsjahr 1793 wurde mit 555 Bewohnern die bisher höchste Einwohnerzahl ermittelt. Die Zahlen basieren auf den Daten von cassini.ehess und INSEE.

## Sehenswürdigkeiten

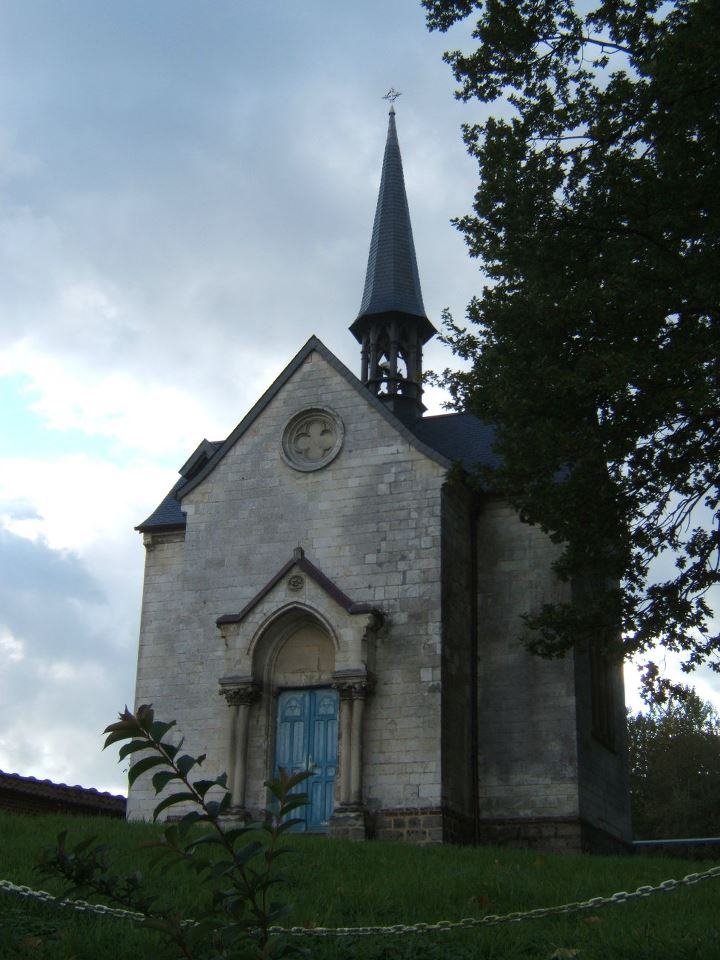
Trauerkapelle Hauteclocque

- Kirche Saint-Martin aus dem 18. Jahrhundert
- Kapelle aus dem Jahr 1867
- Wassermühle an der Canche nahe der Straße nach Willeman

## Wirtschaft und Infrastruktur
In der Gemeinde Wail sind acht Landwirtschaftsbetriebe ansässig (Getreideanbau, Viehzucht).
Durch die Gemeinde Wail führt die Fernstraße von Hesdin nach Frévent (D340). Der Bahnhof Hesdin liegt an der Bahnstrecke von Saint-Pol-sur-Ternoise über Arras nach Étaples (Ligne de Saint-Pol-sur-Ternoise à Étaples).

## Belege
1. ↑  Wail auf cassini.ehess
2. ↑  Wail auf INSEE
3. ↑  Landwirtschaftsbetriebe auf annuaire-mairie.fr (französisch)